# Epimelitta bleuzeni
Epimelitta bleuzeni är en skalbaggsart som beskrevs av Peñaherrera och Tavakilian 2003. Epimelitta bleuzeni ingår i släktet Epimelitta och familjen långhorningar. Inga underarter finns listade i Catalogue of Life.